# Marouène Tej
Marouène Tej, né le 28 avril 1988 à Tunis, est un footballeur international tunisien évoluant au poste d'arrière gauche.

## Clubs
- 2008-décembre 2013 : Stade tunisien (Tunisie)
- janvier 2014-janvier 2017 : Étoile sportive du Sahel (Tunisie)
- janvier 2017-juillet 2017 : Club athlétique bizertin (Tunisie)
- juillet 2017-janvier 2018 : Stade gabésien (Tunisie)
- depuis juillet 2018 : Avenir sportif de La Marsa (Tunisie)

## Palmarès
- Championnat de Tunisie :
  - Champion : 2016
  - Vice-champion : 2015
- Coupe de Tunisie : 2014, 2015
- Coupe de la confédération : 2015